# Clifton (Colorado)
Clifton ist ein Census-designated place im Mesa County im US-Bundesstaat Colorado. Die Ortschaft hat 20.413 Einwohner (Stand: 2020) und liegt bei den geographischen Koordinaten 39,08° Nord, 108,46° West. Die Fläche des Gebietes beträgt 17,7 km².